# Архангельск (городской округ)
Арха́нгельск или город Арха́нгельск — административно-территориальная единица (город областного значения) и муниципальное образование (городской округ) в Архангельской области Российской Федерации.
Административный центр — город Архангельск.

## География
Город областного значения и одноимённый городской округ находятся на севере Архангельской области, в дельте Северной Двины, в 30—35 км от места её впадения в Белое море. Со всех сторон окружён территорией другой административно-территориальной единицы (района) и муниципального образования области — Приморского (муниципального) района.
Территория муниципального образования «Город Архангельск» составляет 29 442 га (294,42 км²).
Архангельск и подчинённые его администрации населённые пункты приравнены к районам Крайнего Севера.

## Население
| 2002     | 2009     | 2010     | 2011     | 2012     | 2013     | 2014     | 2015     | 2016     |
| -------- | -------- | -------- | -------- | -------- | -------- | -------- | -------- | -------- |
| 362 327  | ↘354 222 | ↗355 781 | ↘355 556 | ↗356 523 | ↗358 005 | ↘357 409 | ↗358 054 | ↗358 315 |
| 2017     | 2018     | 2019     | 2020     | 2021     | 2023     | 2024     |          |          |
| ↗358 594 | ↘356 867 | ↘355 476 | ↘354 103 | ↘306 021 | ↘303 357 | ↘301 376 |          |          |

### Национальный состав
По итогам переписи населения 2020 года проживали следующие национальности (национальности менее 0,1 % и другое, см. в сноске к строке «Другие»):
| Национальность | Численность, чел. | Доля     |
| -------------- | ----------------- | -------- |
| Русские        | 190 457           | 62,24 %  |
| Украинцы       | 1242              | 0,41 %   |
| Поморы         | 627               | 0,20 %   |
| Белорусы       | 496               | 0,16 %   |
| Азербайджанцы  | 436               | 0,14 %   |
| Таджики        | 324               | 0,11 %   |
| Другие         | 112 439           | 36,74 %  |
| Итого          | 306 021           | 100,00 % |

## Состав городского округа
Согласно областному закону «О статусе и границах муниципальных образований в Архангельской области» от 23 сентября 2004 года и уставу МО «Город Архангельск», в границы городского округа Архангельска входят:
| № | Населённый пункт      | Тип населённого пункта        | Население |
| - | --------------------- | ----------------------------- | --------- |
| 1 | Архангельск           | город, административный центр | ↘296 665  |
| 2 | Боры                  | посёлок                       | ↘44       |
| 3 | Лесная Речка          | посёлок                       | ↗2709     |
| 4 | Новый Турдеевск       | посёлок                       | →0        |
| 5 | Талажский авиагородок | посёлок                       | ↗3298     |
| 6 | Турдеевск             | посёлок                       | ↘947      |

Решением Архангельской городской думы от 23 сентября 2015 года № 257, было дано согласие на объединение населённых пунктов: посёлок Боры, посёлок Лесная речка, посёлок Новый Турдеевск, посёлок Турдеевск, посёлок Талажский авиагородок, входящих в состав муниципального образования «Город Архангельск», с населённым пунктом город Архангельск. Данное согласие необходимо для принятия решения Архангельским областным Собранием депутатов. По состоянию на середину 2016 года данное объединение пока не реализовано.

## Местное самоуправление
Главой МО «Город Архангельск» с 2020 года является Дмитрий Морев.